# Karim Nizigiyimana
Abdul Karim Nizigiyimana Makenzi (sinh ngày 21 tháng 6 năm 1989 ở Bujumbura), hay Karim Nizigiyimana, là một cầu thủ bóng đá người Burundi hiện tại thi đấu cho đội bóng Giải bóng đá ngoại hạng Uganda Vipers SC và đội tuyển quốc gia Burundi ở vị trí hậu vệ. Anh gia nhập Gor Mahia vào ngày 20 tháng 1 năm 2015.